# Personaje secundario
Un personaje secundario es un personaje en una narrativa que no es el foco de la historia principal, pero que es importante para la trama/protagonista, y aparece o se menciona en la historia lo suficiente como para ser más que un simple personaje secundario o un cameo. A veces, los personajes secundarios pueden desarrollar una historia de fondo compleja propia, pero esto suele ser en relación con el personaje principal, en lugar de ser completamente independiente. En televisión, los personajes secundarios pueden aparecer en más de la mitad de los episodios por temporada. Algunos ejemplos de personajes secundarios conocidos incluyen a Watson en las historias de Sherlock Holmes, Donkey en las películas de Shrek y Ron Weasley en la serie de Harry Potter.
En algunos casos, especialmente en material continuo como cómics y series de televisión, los propios personajes secundarios pueden convertirse en personajes principales en un spin-off si obtienen suficiente aprobación de su audiencia. 